# أمريكيون متعددو الأعراق
الأمريكيون متعددي الأعراق هم أمريكيون لديهم أصول مختلطة من عرقين أو أكثر. قد يشمل المصطلح أيضًا الأمريكيون من أصل عرقي مختلط الذين يعرّفون أنفسهم بمجموعة واحدة ثقافيًا واجتماعيًا. في تعداد الولايات المتحدة لعام 2010، عرف قرابة 10 ملايين فرد، أو 3.2٪ من السكان، أنفسهم على أنهم متعددو الأعراق. قبل منتصف القرن العشرين، أخفى الكثير من الناس تراثهم كمتعددي أعراق بسبب التمييز العنصري ضد الأقليات. في حين يمكن اعتبار العديد من الأمريكيين متعددي الأعراق، فهم غالبًا لا يعرفون ذلك أو لا يتعرفون عليه ثقافيًا، أكثر مما يحافظون على جميع التقاليد المختلفة لمجموعة متنوعة من السلالات القومية.
اليوم، تم العثور على الأفراد متعددي الأعراق في كل ركن من أركان البلاد. تشمل المجموعات متعددة الأعراق في الولايات المتحدة العديد من الأمريكيون الأفارقة، و الأمريكيين من أصل إسباني، والأمريكيين الملائيين، ولويزيانا الكريول، و الهابا، والملنجنز، والعديد من المجتمعات الأخرى الموجودة أساسًا في شرق الولايات المتحدة. العديد من الأمريكيين الأصليين متعددي الأعراق في النسب بينما يُعرفون تمامًا كأعضاء في القبائل المعترف بها فيدراليًا.